# Xiaoli
Xiaoli (kinesiska: 孝里镇, 孝里) är en köping i Kina. Den ligger i provinsen Shandong, i den östra delen av landet, omkring 45 kilometer sydväst om provinshuvudstaden Jinan. Antalet invånare är 38512. Befolkningen består av 19 515 kvinnor och 18 997 män. Barn under 15 år utgör 14,0 %, vuxna 15-64 år 71 %, och äldre över 65 år 13,0 %.
Genomsnittlig årsnederbörd är 814 millimeter. Den regnigaste månaden är juli, med i genomsnitt 274 mm nederbörd, och den torraste är januari, med 7 mm nederbörd.